# آکسل باکونتس (موسیقی‌دان)
آکسل واهانی باکونتس (ارمنی: Ակսել Վահանի Բակունց؛  زادهٔ ۲۲ نوامبر ۱۹۴۶ - درگذشته ۱۳ ژانویهٔ ۲۰۱۲) موسیقی‌دان، جاز اهل ارمنستان بود.

## زندگی‌نامه
وی در ۲۲ نوامبر ۱۹۴۶ در ایروان به دنیا آمد و از کنسرواتوار دولتی کومیتاس ایروان فارغ‌التحصیل گشت. همچنین برندهٔ جوایزی همچون چهره هنری شایسته جمهوری ارمنستان، مدال طلای وزارت فرهنگ جمهوری ارمنستان شده‌است. وی در ۱۳ ژانویهٔ ۲۰۱۲ در سن ۶۵ سالگی در ایروان درگذشت.